# Acanthocreagris myops
Acanthocreagris myops är en spindeldjursart som först beskrevs av Simon 1881.  Acanthocreagris myops ingår i släktet Acanthocreagris och familjen helplåtklokrypare. Inga underarter finns listade i Catalogue of Life.